# 구보타정
구보타정(일본어: 久保田町)은 일본 사가현 남부에 위치했던 정이며, 과거 사가군에 속했다. 
2007년 10월 1일에 사가시에 편입해 폐지되었다.

## 지리
동쪽의 가세강, 서쪽의 후쿠소코에 강에 끼어 남북으로 긴 모양을 하고 있다. 마을 전체가 사가 평야(쓰쿠시 평야)에 포함되며, 고도가 낮고 평평하다. 남쪽은 아리아케해에 접해 있으며, 마을의 남쪽은 근세 이후 육지가 된 곳이다.

## 역사
- 1889년 4월 1일 - 정촌제도가 시행에 의해 구보타촌이 성립하였다.
- 1962년 10월 1일 - 아시카리촌의 일부를 편입하였다.
- 2007년 10월 1일 - 히가시요카정, 가와소에정과 함께 사가시에 편입되었다. 동일 구보타정은 폐지되었다.

## 교통

### 철도
- 규슈 여객철도
  - 나가사키 본선
  - 가라쓰 선

### 도로
- 국도 207호선
- 국도 444호선

### 버스
- 니시테쓰 버스 사가